# ミッチェル山

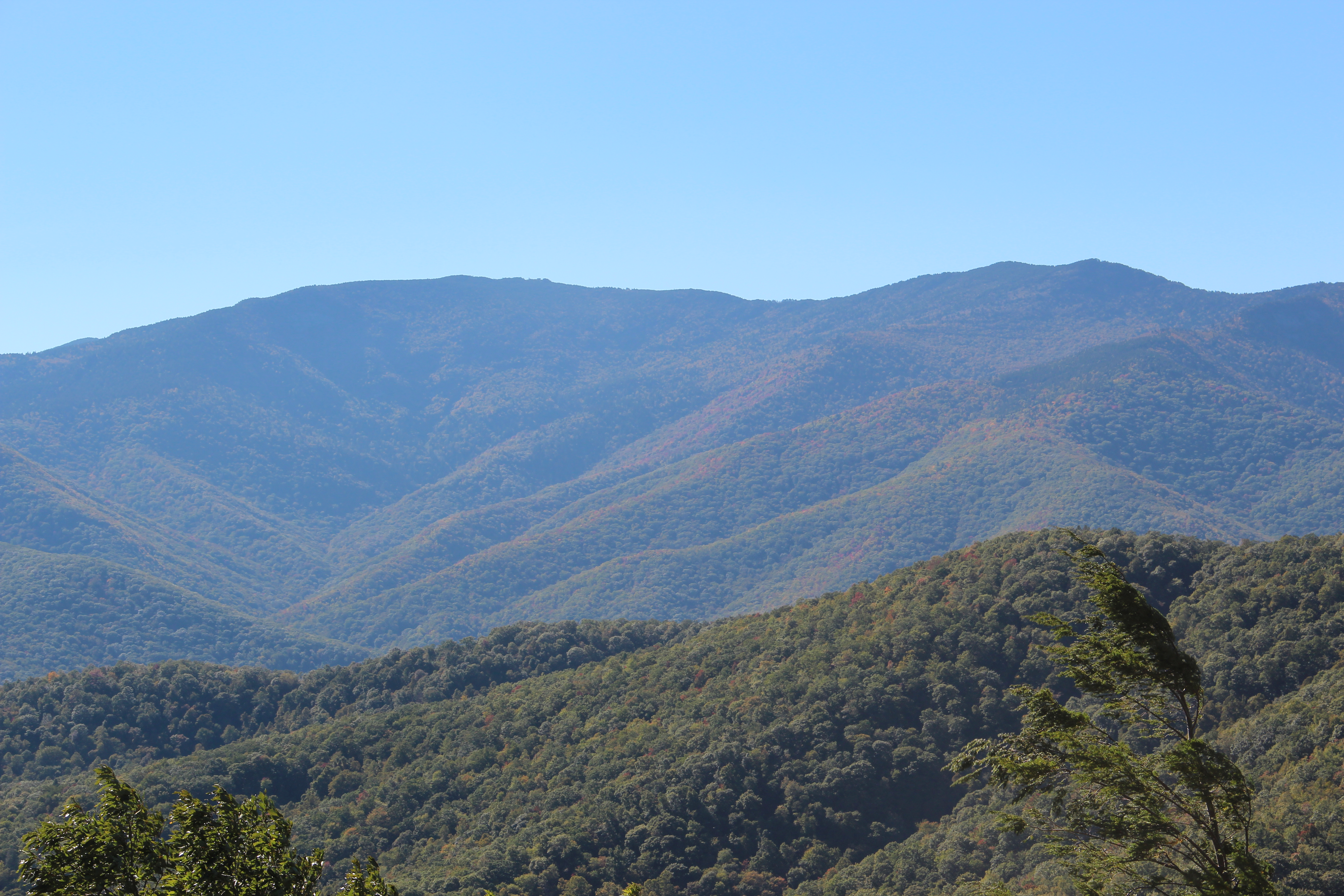
左がミッチェル山

ミッチェル山（ミッチェルさん、Mount Mitchell）はアパラチア山脈の最高峰であり、アメリカ合衆国東部で最も高い山である。アパラチア山脈を構成するブルーリッジ山脈の一支脈ブラック山地内の山である。
ノースカロライナ州アシュビルの北東約19マイル (31 km) 、ヤンシー郡バーンズビル近くに位置している。マウント・ミッチェル州立公園に入っている。標高は海抜6,684フィート (2,037 m)  である。

## 地理
ミシシッピ川以東にある山では最も高く、北米大陸の東、北極山系の南で最も高い。最も高さの近い頂上は、サウスダコタ州のブラックヒルズとコロラド州の高地にある。